# Simulació del cervell
En el camp de la neurociència computacional, la simulació cerebral és el concepte de crear un model informàtic que funcioni d'un cervell o part d'un cervell. Els projectes de simulació cerebral pretenen contribuir a una comprensió completa del cervell i, finalment, també ajudar al procés de tractament i diagnòstic de malalties cerebrals. Les simulacions utilitzen models matemàtics de neurones biològiques, com ara el model Hodgkin-Huxley, per simular el comportament de les neurones o altres cèl·lules del cervell.
Diverses simulacions d'arreu del món s'han llançat totalment o parcialment com a programari de codi obert, com ara C. elegans, i el Blue Brain Project Showcase. El 2013, el Projecte Cervell Human, que ha utilitzat tècniques utilitzades pel Projecte Cervell Blau i s'ha basat en elles, va crear una plataforma de simulació cerebral (BSP), una plataforma col·laborativa accessible per Internet dissenyada per a la simulació de models cerebrals.
Les simulacions cerebrals es poden fer a diferents nivells de detall, amb més detalls que requereixen capacitats de càlcul significativament més altes. Algunes simulacions només poden considerar el comportament de les àrees sense modelar neurones individuals. Altres simulacions modelen el comportament de les neurones individuals, la força de les connexions entre neurones i com canvien aquestes connexions. Això requereix tenir un mapa de les neurones de l'organisme objectiu i les seves connexions, anomenat connectoma. Simulacions molt detallades poden modelar amb precisió l'electrofisiologia de cada neurona individual, fins i tot el seu metaboloma i proteoma, i l'estat dels seus complexos proteics.

## Estudis de casos
Amb el temps, la investigació de simulació cerebral s'ha centrat en organismes cada cop més complexos, començant per organismes primitius com el nematode C. elegans i avançant cap a simulacions de cervells humans.

### Cuc rodó

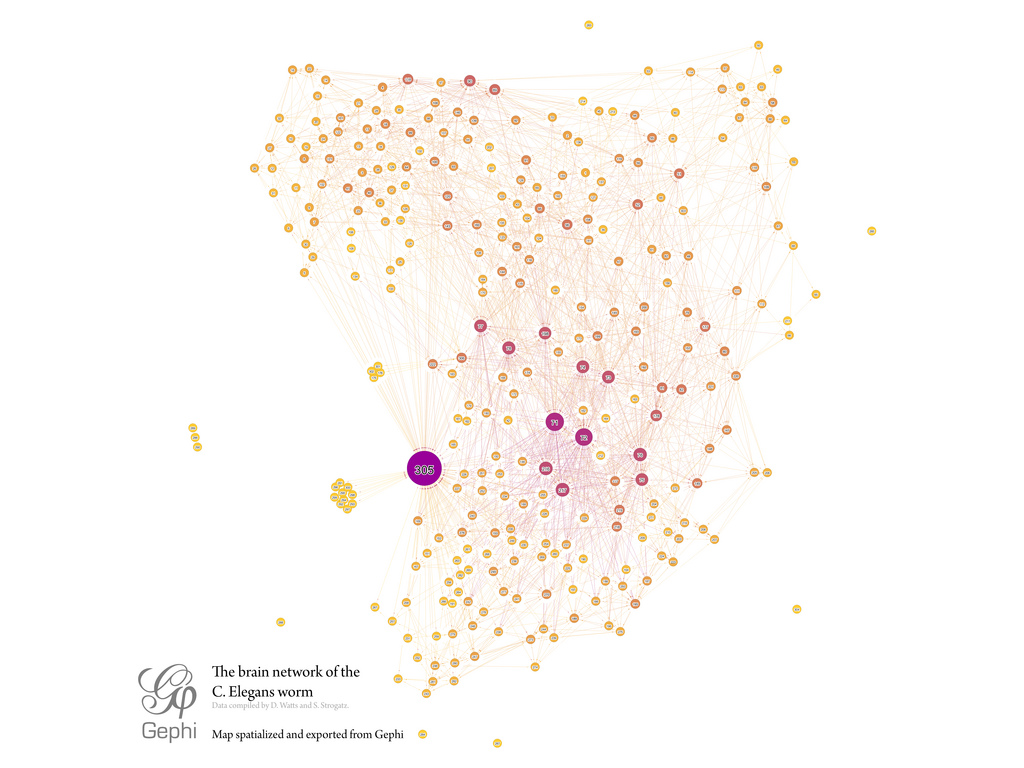
Mapa cerebral de les 302 neurones del cuc rodó de C. elegans, interconnectades per 5000 sinapsis

La connectivitat del circuit neuronal per a la sensibilitat tàctil del nematode simple de C. elegans (cuc rodó) es va cartografiar el 1985 i es va simular parcialment el 1993. Des del 2004, s'han desenvolupat moltes simulacions de programari del sistema neuronal i muscular complet, inclosa la simulació de l'entorn físic del cuc. Alguns d'aquests models, inclòs el codi font, estan disponibles per a la seva descàrrega. Tanmateix, encara hi ha una manca de comprensió de com les neurones i les connexions entre elles generen la sorprenentment complexa gamma de comportaments que s'observen en l'organisme relativament simple.  Aquest contrast entre l'aparent simplicitat de com interactuen les neurones cartografiades amb els seus veïns i la complexitat superior a la funció cerebral global, és un exemple d'una propietat emergent. Aquest tipus de propietat emergent es paral·lela a les xarxes neuronals artificials, les neurones de les quals són extremadament simples en comparació amb les seves sortides abstractes i sovint complexes. Per citar una dita comuna, un grup (en aquest cas un cervell) és més fort que la suma de les seves parts.

### Drosòfila
El cervell de la mosca de la fruita, Drosòfila, també s'ha estudiat a fons. Un model simulat del cervell de la mosca de la fruita ofereix un model únic de neurones germanes. Igual que el cuc rodó, aquest s'ha posat a disposició com a programari de codi obert.

### Ratolí i rata
El 2006, el Blue Brain Project, dirigit per Henry Markram, va fer el seu primer model de columna neocortical amb neurones simplificades. I el novembre de 2007, va completar un model inicial de la columna neocortical de rata. Això va marcar el final de la primera fase, oferint un procés basat en dades per crear, validar i investigar la columna neocortical. La columna neocortical es considera la unitat funcional més petita del neocòrtex. El neocòrtex és la part del cervell que es creu que és responsable de funcions d'ordre superior com el pensament conscient, i conté 10.000 neurones al cervell de rata (i 108 sinapsis).
Una xarxa neuronal artificial descrita com "tan gran i tan complexa com la meitat del cervell d'un ratolí" amb 8 milions de neurones i 6300 sinapsis per neurona va ser executada en un superordinador IBM Blue Gene per l'equip d'investigació de la Universitat de Nevada i IBM Almaden el 2007. Cada segon de temps simulat trigava deu segons de temps d'ordinador. Els investigadors van afirmar haver observat impulsos nerviosos "biològicament consistents" que fluïen a través de l'escorça virtual. Tanmateix, la simulació no tenia les estructures vistes en cervells reals de ratolins i pretenen millorar la precisió dels models de neurones i sinapsis. IBM més tard el mateix any va augmentar el nombre de neurones a 16 milions i 8.000 sinapsis per neurona, 5 segons dels quals es van modelar en 265 s de temps real. El 2009, els investigadors van poder augmentar els números fins a 1.600 milions de neurones i 9 bilions de sinapsis, saturant sencers 144 TB de RAM de superordinador.
El 2019, Idan Segev, un dels neurocientífics computacionals que treballaven en el Projecte Blue Brain, va oferir una xerrada titulada: "El cervell a l'ordinador: què vaig aprendre simulant el cervell". A la seva xerrada, va esmentar que tota l'escorça del cervell del ratolí estava completa i aviat començarien els experiments virtuals d'EEG. També va esmentar que el model s'havia fet massa pesat en els superordinadors que estaven utilitzant en aquell moment i que, per tant, estaven explorant mètodes en què cada neurona es podia representar com una xarxa neuronal (vegeu la citació per a més detalls).
El 2023, investigadors de la Universitat de Duke van realitzar una exploració d'alta resolució especialment del cervell d'un ratolí.

#### Cervell blau
Blue Brain és un projecte que va ser llançat el maig de 2005 per IBM i l'Institut Federal Suís de Tecnologia de Lausana. La intenció del projecte era crear una simulació per ordinador d'una columna cortical de mamífers fins a nivell molecular. El projecte utilitza un superordinador basat en el disseny Blue Gene d'IBM per simular el comportament elèctric de les neurones en funció de la seva connectivitat sinàptica i permeabilitat iònica. El projecte pretén revelar, finalment, coneixements sobre la cognició humana i diversos trastorns psiquiàtrics causats per neurones que funcionen malament, com l'autisme, i entendre com els agents farmacològics afecten el comportament de la xarxa.

### Humans

Estimacions de quanta potència de processament es necessita per emular un cervell humà a diversos nivells de detall, a escala logarítmica.

El cervell humà conté 86.000 milions de neurones, cadascuna amb una mitjana aproximada de 10.000 connexions. Segons una estimació, una reconstrucció completa molt detallada del connectoma humà requeriria un zettabyte (1021 bytes) d'emmagatzematge de dades.
Es va programar que un superordinador amb una capacitat informàtica similar a la del cervell humà es connectés a l'abril de 2024. Anomenat "DeepSouth", podria realitzar 228 bilions d'operacions sinàptiques per segon.

#### Ordinador K
A finals de 2013, investigadors del Japó i Alemanya van utilitzar l'ordinador K, aleshores el quart superordinador més ràpid, i el programari de simulació NEST per simular l'1% del cervell humà. La simulació va modelar una xarxa formada per 1.730 milions de cèl·lules nervioses connectades per 10.4 bilions de sinapsis. Per realitzar aquesta gesta, el programa va reclutar 82.944 processadors de l'ordinador K. El procés va trigar 40 minuts per completar la simulació d'1 segon d'activitat de la xarxa neuronal en temps real, biològic.

#### Projecte Cervell Humà
El Projecte Cervell Humà (HBP) va ser un programa de recerca de 10 anys finançat per la Unió Europea. Va començar el 2013 i va donar feina a uns 500 científics a tot Europa. Inclou 6 plataformes:
- Neuroinformàtica (bases de dades compartides),
- Simulació cerebral
- Analítica i Informàtica d'Alt Rendiment
- Informàtica mèdica (base de dades de pacients)
- Informàtica neuromòrfica (informàtica inspirada en el cervell)
- Neurorobòtica (simulacions robòtiques).

La Brain Simulation Platform (BSP) és un dispositiu per a eines accessibles per Internet, que permet investigacions que no són possibles al laboratori. Estan aplicant tècniques de Blue Brain a altres regions del cervell, com el cerebel, l'hipocamp i els ganglis basals.

## Codi obert
Diversos models del cervell s'han llançat com a programari de codi obert i estan disponibles a llocs com GitHub, inclòs el cuc rond C. elegans, la mosca de la fruita Drosòfila, i els models de cervell humà Elysia i Spaun, que es basen en l'arquitectura del programari NENGO. El Blue Brain Project Showcase també il·lustra com els models i les dades del Blue Brain Project es poden convertir a NeuroML i PyNN (models de xarxa neuronal Python).
La plataforma de simulació cerebral (BSP) és una plataforma de col·laboració oberta accessible per Internet per a la simulació cerebral, creada pel Projecte Cervell humà.